# Jassans-Riottier
Jassans-Riottier es una comuna francesa situada en el departamento de Ain, de la región de Auvernia-Ródano-Alpes. Pertenece a la comunidad de aglomeración Villefranche-Beaujolais-Saône.

## Geografía
Está ubicada en el suroeste del departamento, a orillas del río Saona y a 30 km al norte de Lyon. 

## Demografía
| 944 | 1 125 | 1 863 | 2 190 | 2 783 | 3 830 | 4 609 | 5 338 | 5 910 | 6 044 | 6 254 |
| Para los censos de 1962 a 1999 la población legal corresponde a la población sin duplicidades (Fuente: INSEE [Consultar]) |       |       |       |       |       |       |       |       |       |       |

Forma parte de la aglomeración urbana de Villefranche-sur-Saône.